# TTG-Komplex

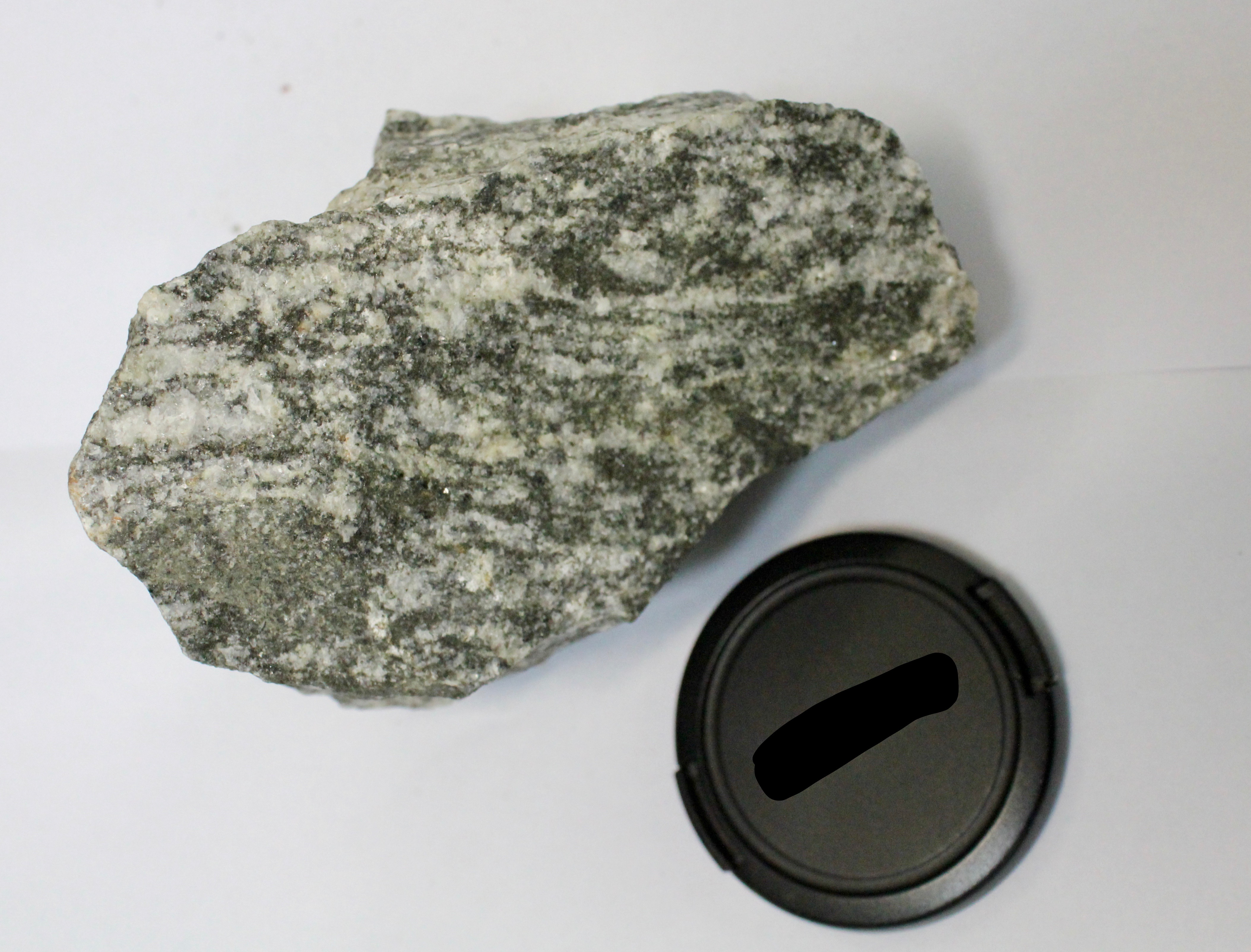
Handstück eines Tonalitgneises vom Kaapvaal-Kraton, Südafrika (Kameradeckel zum Größenvergleich)

Tonalit-Trondhjemit-Granodiorit-Komplexe, kurz TTG-Komplexe oder auch TTG-Suiten, sind typisch für die archaischen Kratone (siehe auch Grünsteingürtel). Die älteste bekannte TTG-Suite befindet sich im Süden Westgrönlands und ist 3,8 Ga alt, leicht verändert treten TTGs auch noch bis ins Phanerozoikum auf. Sie repräsentieren die wahrscheinlich erste und älteste Kontinentale Kruste überhaupt.

## Chemische Zusammensetzung
TTG-Komplexe bestehen aus Tonaliten, Trondhjemiten und Granodioriten, die sich durch einen besonders hohen Natrium-Gehalt auszeichnen, ansonsten umfasst der Begriff ein weites Feld an chemischen Zusammensetzungen.

## Entstehung
Wie die TTG-Komplexe entstanden ist umstritten. Die Entstehung fand unter anderen Bedingungen (andere Zusammensetzung der Atmosphäre, andere Druck-Temperatur Bedingungen im Erdinneren, etc.) als die moderne Plattentektonik statt, wahrscheinlich wurde bis zum Ende des Archaikums (ca. 2,5 Ga) basaltisches Material (wahrscheinlich frühe ozeanische Kruste) nur überschoben aber nicht tief subduziert. Die TTG-Komplexe könnten das Resultat einer Teilaufschmelzung dieses Materials sein. Im Falle des Isua-Grünsteingürtels gibt es geochemische Übereinstimmung mit einem in der gleichen Einheit vorkommenden älteren eoarchaischen Tholeiit, welcher daher als Ausgangsgestein vermutet wird. Ähnliches gilt für den Pilbara TTG-Komplex in Australien, hier kommt im East Pilbara Terrane basaltisches Material vor, welches als Ausgangsgestein des nahen TTG-Komplexes vermutet wird, selbst aber nicht direkt aus dem Erdmantel zu stammen scheint. Wahrscheinlich kam es damals aufgrund des höheren geothermischen Gradienten zu einer raschen Entwässerung der ozeanischen Kruste, weshalb diese nicht so schnell die heute übliche Metamorphose zum wesentlichen dichteren Gestein Eklogit erfuhr. Dadurch wiederum hatte die überschobene ozeanische Kruste vorerst eine geringere Dichte und konnte nicht tiefer subduziert werden. Mit der Zeit erfuhr die überschobene Kruste eine starke Erwärmung, wodurch eine Metamorphose zu Amphibolit und Eklogit sowie eine teilweise Aufschmelzung stattfand. Die Aufschmelzung muss hierbei im Druck-Temperatur-Stabilitätsfeld von Granat – also in mindestens 40 km Tiefe – stattgefunden haben; dies entspricht ausgehend von der heutigen Dicke ozeanischer Kruste etwa dem 4-fachen der normalen Mächtigkeit, ebenso fehlen bei den klassischen archaischen TTG-Komplexen Hinweise auf eine Interaktion wie z. B. Fremdmineraleinschlüsse oder hydrothermale Alterationen der Magmen mit Erdmantelgestein (Peridotit), im Gegensatz zu postarchaischen TTG-Komplexen oder Adakiten. Die durch diese Teilaufschmelzung und eventuelle Fraktionierung entstandenen saureren Magmen stiegen aufgrund ihrer geringeren Dichte auf und intrudierten oder eruptierten.